# Piqueras (Guadalajara)
Piqueras ist ein Ort und eine Gemeinde (municipio) mit 33 Einwohnern (Stand: 2024) im Osten der Provinz Guadalajara in der Autonomen Gemeinschaft Kastilien-La Mancha in Zentralspanien.

## Lage und Klima
Piqueras liegt im Iberischen Gebirge in einer Höhe von 1380 m. Die Entfernung zur westsüdwestlich gelegenen Provinzhauptstadt Guadalajara beträgt ca. 110 Kilometer (Fahrtstrecke). Das Klima ist warm und gemäßigt; der Jahresgesamtniederschlag beträgt 585 mm.

## Bevölkerungsentwicklung
| Jahr      | 1960 | 1970 | 1981 | 1991 | 2001 | 2011 | 2021 |
| Einwohner | 381  | 122  | 28   | 48   | 58   | 60   | 50   |

## Sehenswürdigkeiten
- Kirche Mariä Himmelfahrt